# Saison 2023 de l'équipe cycliste Liv Racing-Teqfind
La saison 2023 de l'équipe féminine Liv Racing-Teqfind est la dix-neuvième de la formation. 

## Préparation de la saison

### Partenaires et matériel de l'équipe
Liv, une marque de cycles du groupe Giant est le partenaire de la formation.

### Arrivées et départs
L'effectif est quasiment stable. La coureuse de grand tours Mavi Garcia est la principale recrue. Caroline Andersson rejoint aussi l'équipe. Alison Jackson est par contre sur le départ.
| Arrivées           | Équipe 2022  |
| ------------------ | ------------ |
| Caroline Andersson | Hitec-Coop   |
| Mavi Garcia        | UAE Team ADQ |

| Départs        | Équipe 2023  |
| -------------- | ------------ |
| Alison Jackson | EF-Tibco-SVB |

### Effectifs
| Effectif 2023            | Effectif 2023     | Effectif 2023 | Effectif 2023                     |
| Cycliste                 | Date de naissance | Pays          | Équipe précédente                 |
| ------------------------ | ----------------- | ------------- | --------------------------------- |
| Caroline Andersson       | 29 juillet 2001   | Suède         | Coop-Hitec Products (2022)        |
| Rachele Barbieri         | 21 février 1997   | Italie        | Bepink (2019)                     |
| Eva Buurman              | 7 septembre 1994  | Pays-Bas      | Tibco-Silicon Valley Bank (2021)  |
| Thalita de Jong          | 6 novembre 1993   | Pays-Bas      | Jegg-de Jonge Renner (2022)       |
| Valerie Demey            | 17 janvier 1994   | Belgique      | Lotto Soudal Ladies (2018)        |
| Mavi García              | 2 janvier 1984    | Espagne       | UAE Team ADQ (2022)               |
| Marta Jaskulska          | 25 mars 2000      | Pologne       |                                   |
| Jeanne Korevaar          | 24 septembre 1996 | Pays-Bas      | Jan van Arckel (2015)             |
| Ayesha McGowan           | 2 avril 1987      | États-Unis    |                                   |
| Tereza Neumanová         | 9 août 1998       | Tchéquie      | Centre mondial du cyclisme (2021) |
| Katia Ragusa             | 19 mai 1997       | Italie        | A.R. Monex Women's (2021)         |
| Silke Smulders           | 1 avril 2001      | Pays-Bas      | Lotto Soudal Ladies (2021)        |
| Sabrina Stultiens        | 8 juillet 1993    | Pays-Bas      | Sunweb (2017)                     |
| Quinty Ton               | 4 août 1998       | Pays-Bas      | GT Krush Tunap (2021)             |
| Amber van der Hulst      | 21 septembre 1999 | Pays-Bas      | Parkhotel Valkenburg (2021)       |
|                          |                   |               |                                   |
| Source : ProCyclingStats |                   |               |                                   |

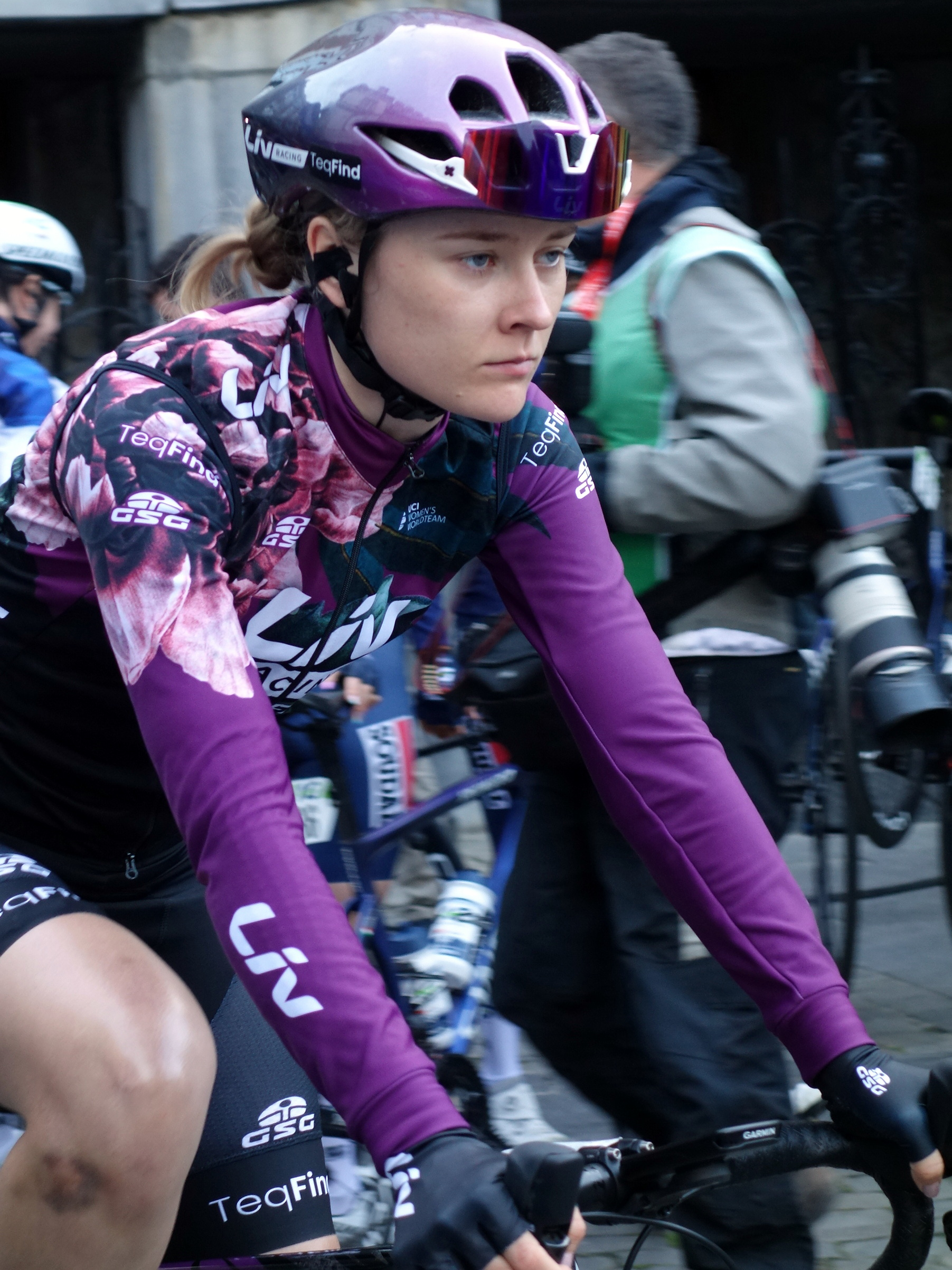
Caroline Andersson
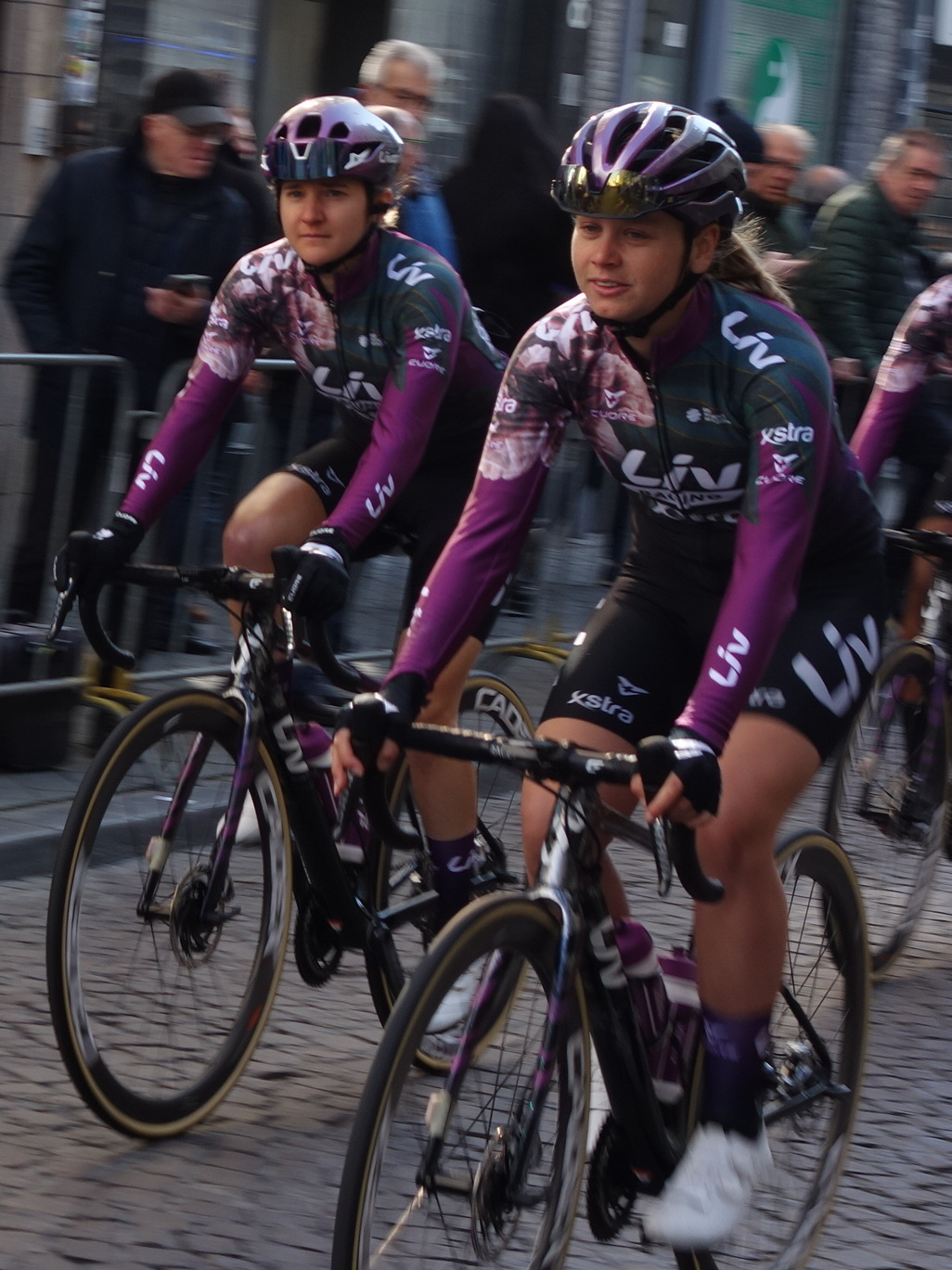
Valerie Demey et Eva Buurman en 2022
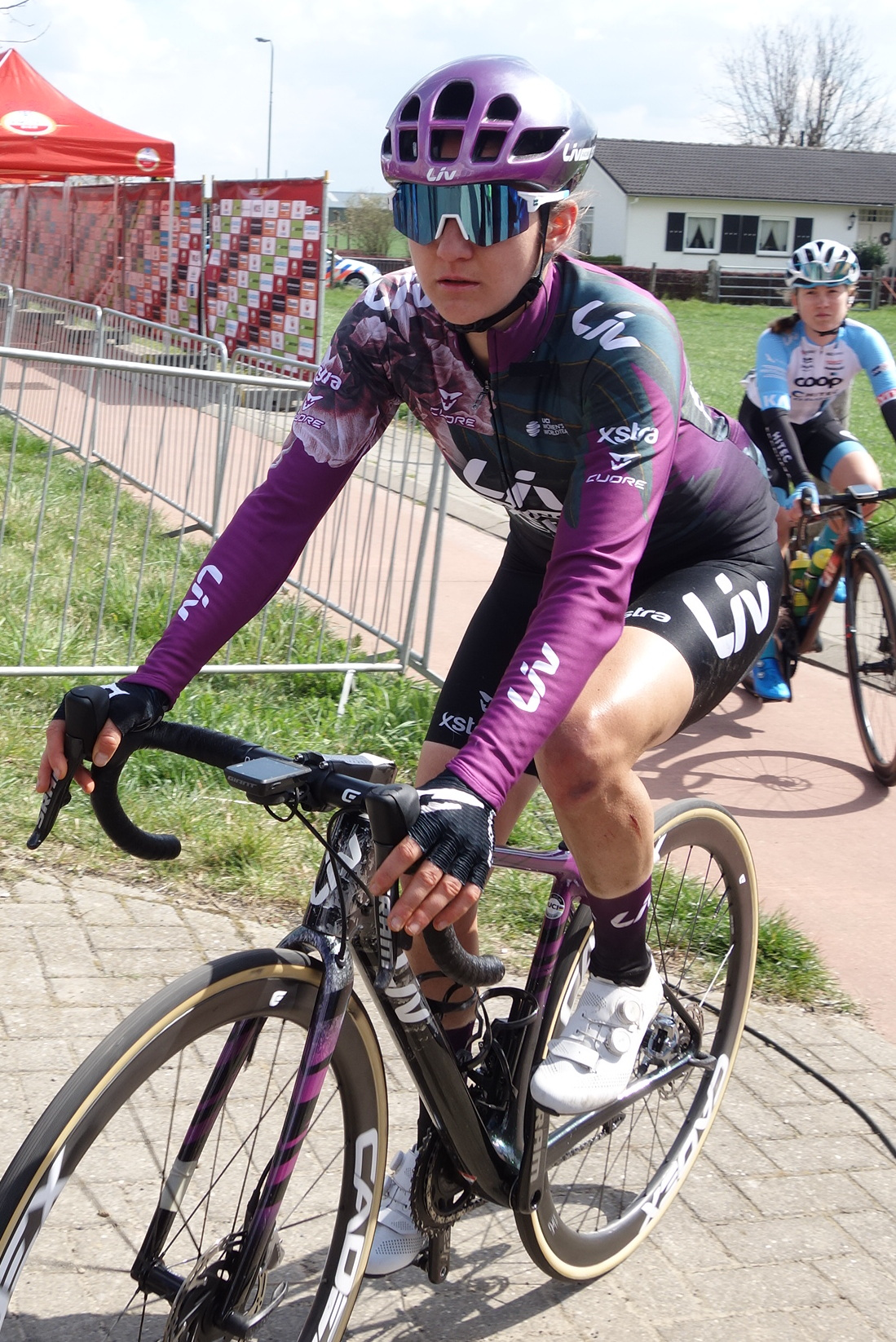
Valerie Demey en 2022
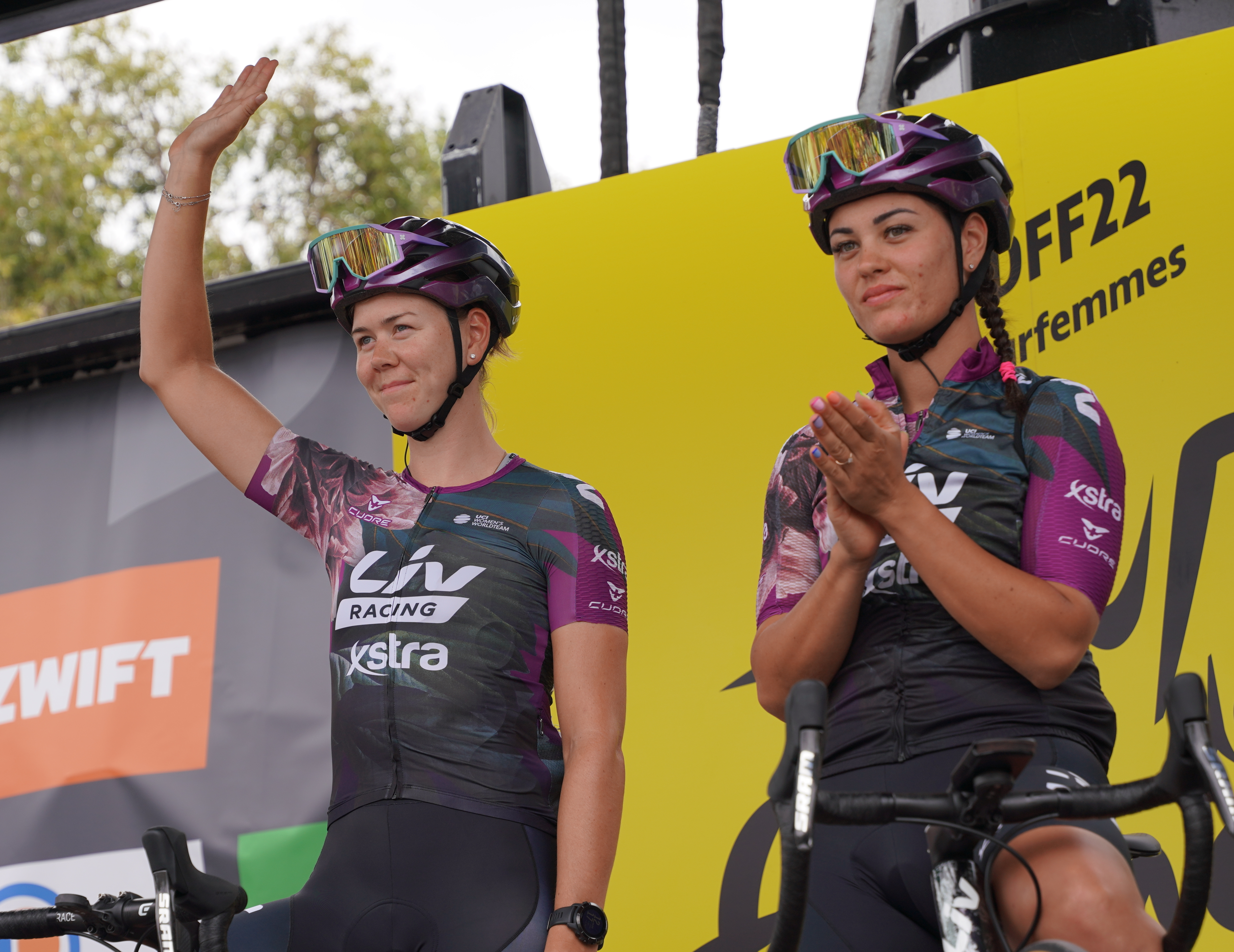
Thalita de Jong et Rachele Barbieri en 2022
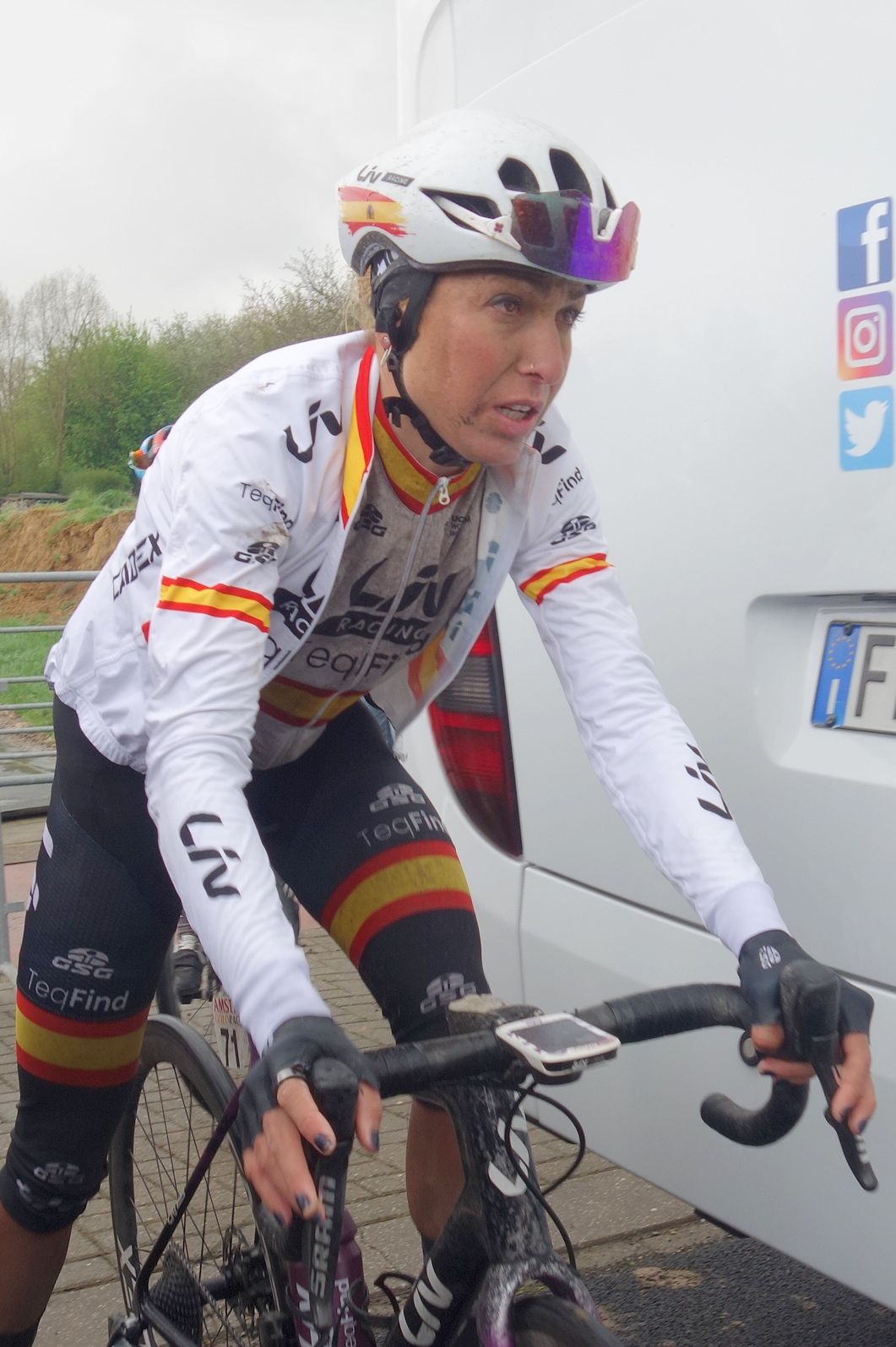
Mavi García
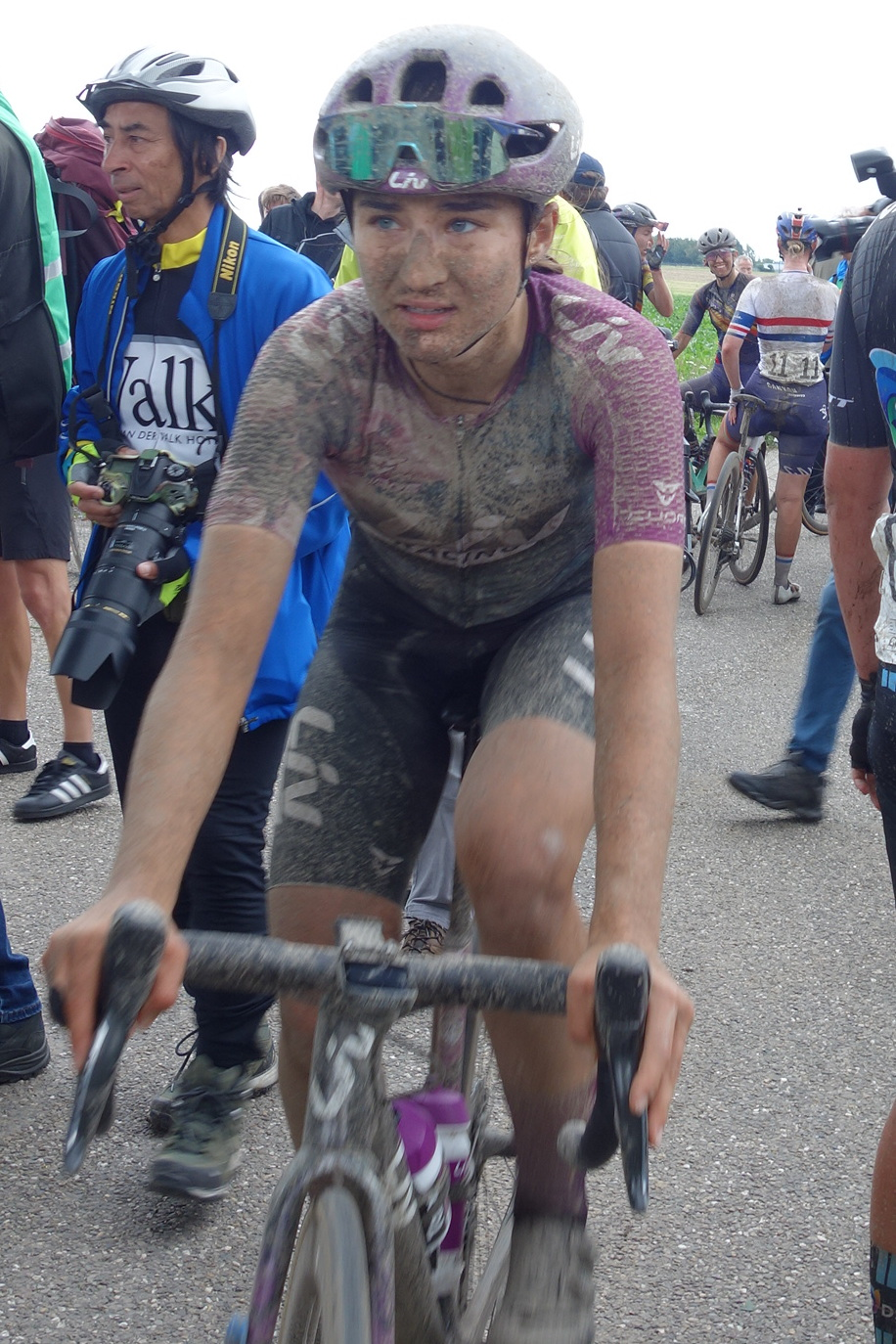
Marta Jaskulska en 2021
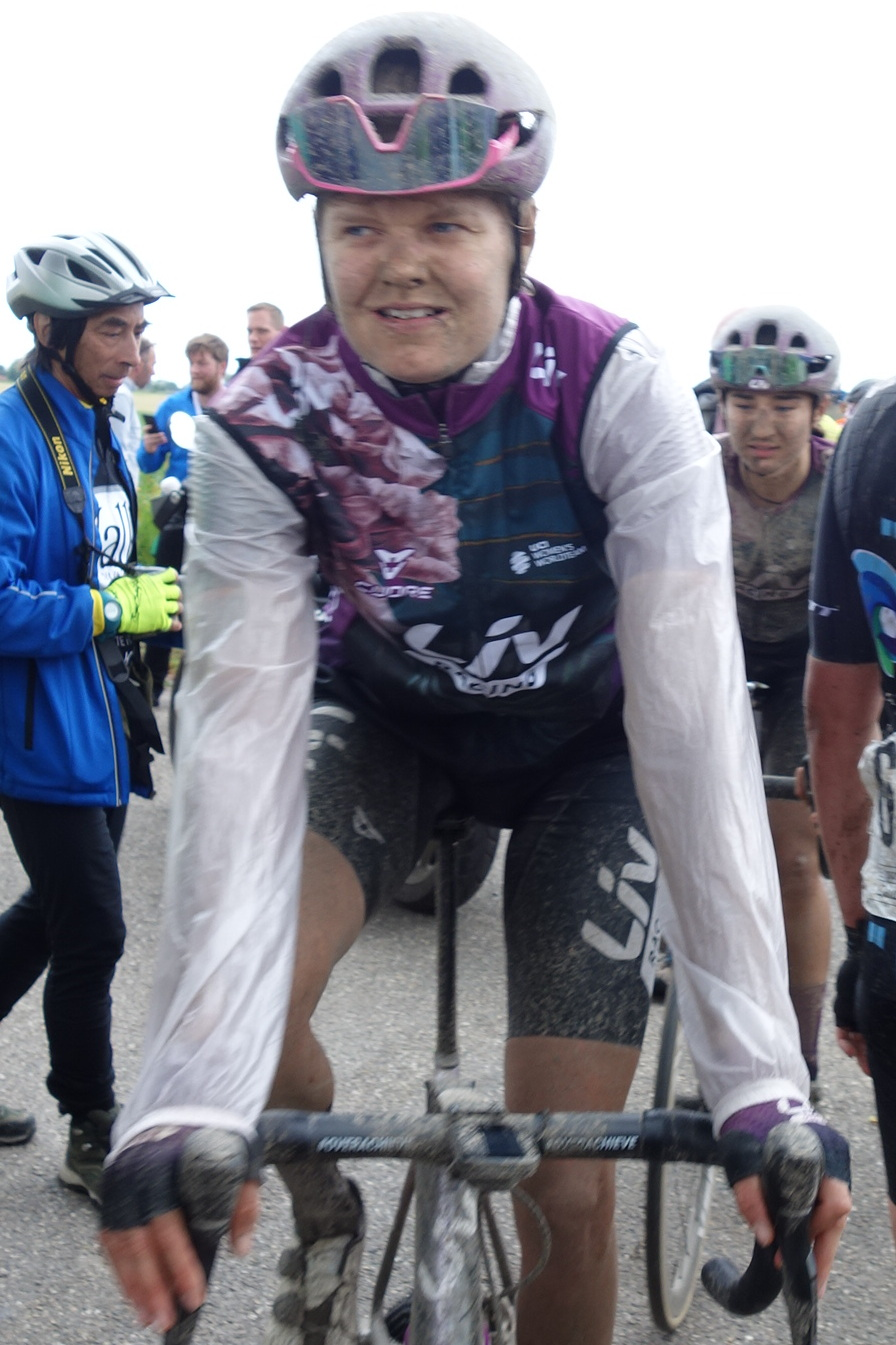
Jeanne Korevaar en 2021
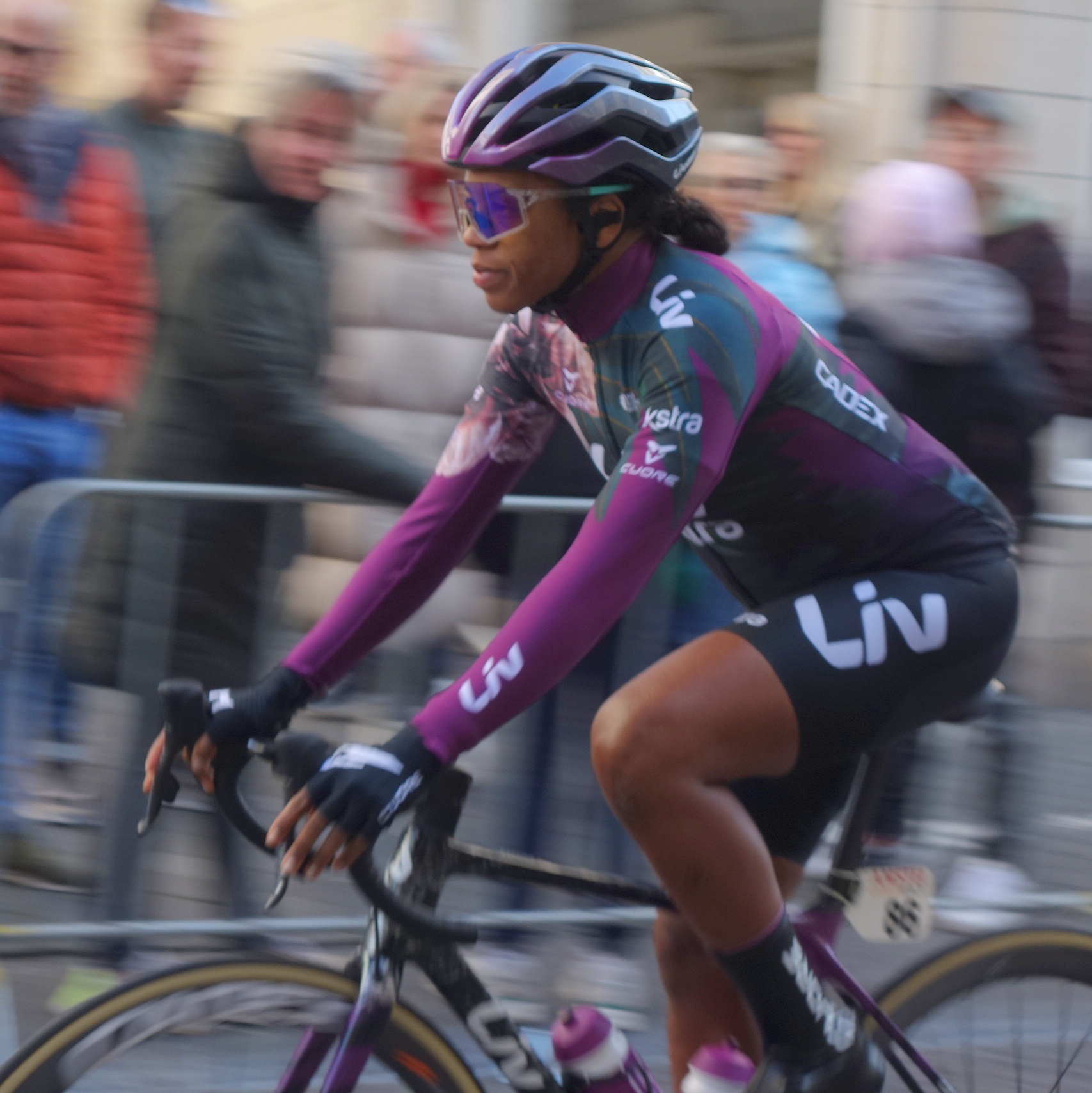
Ayesha McGowan en 2022
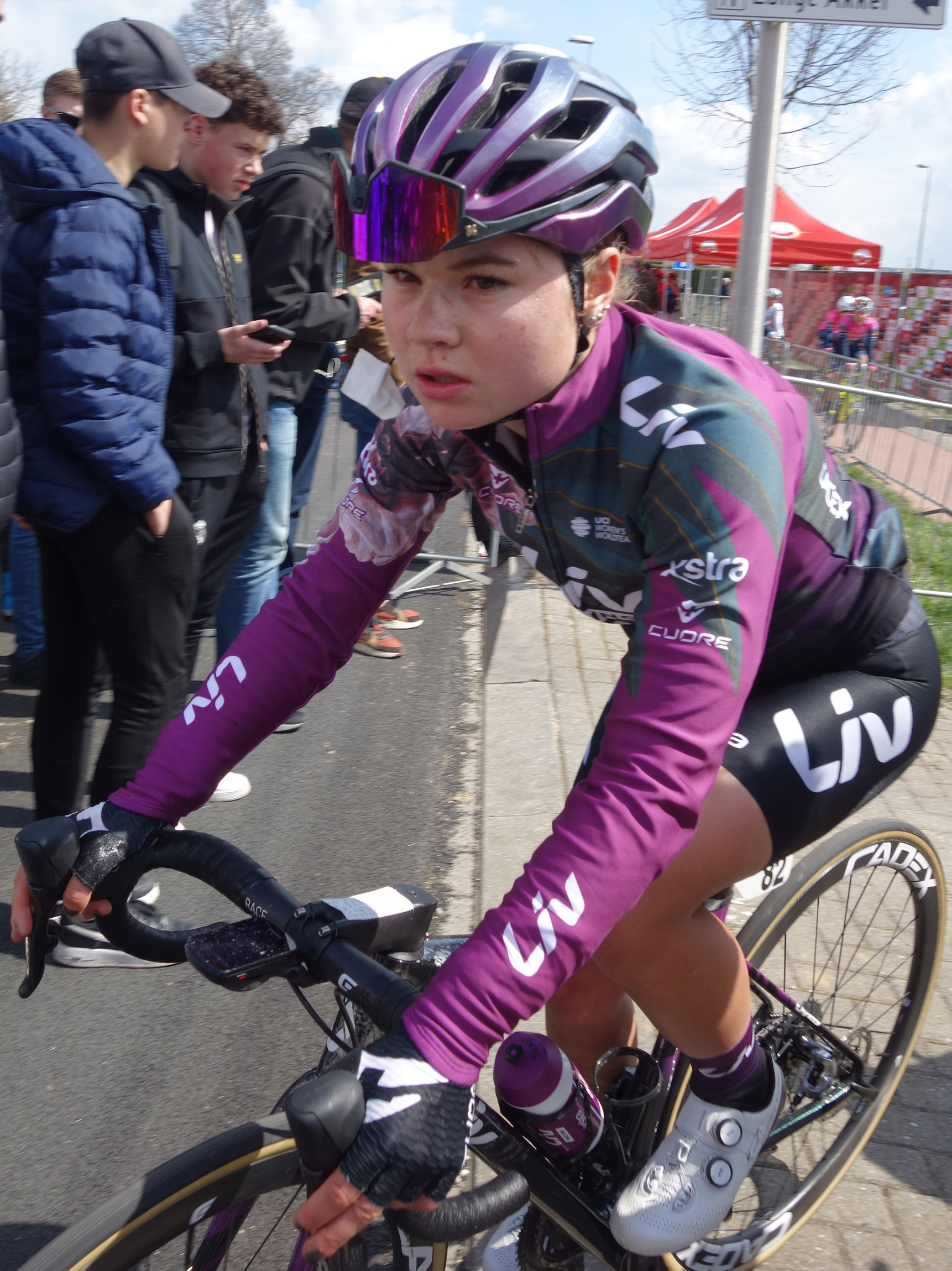
Silke Smulders en 2022
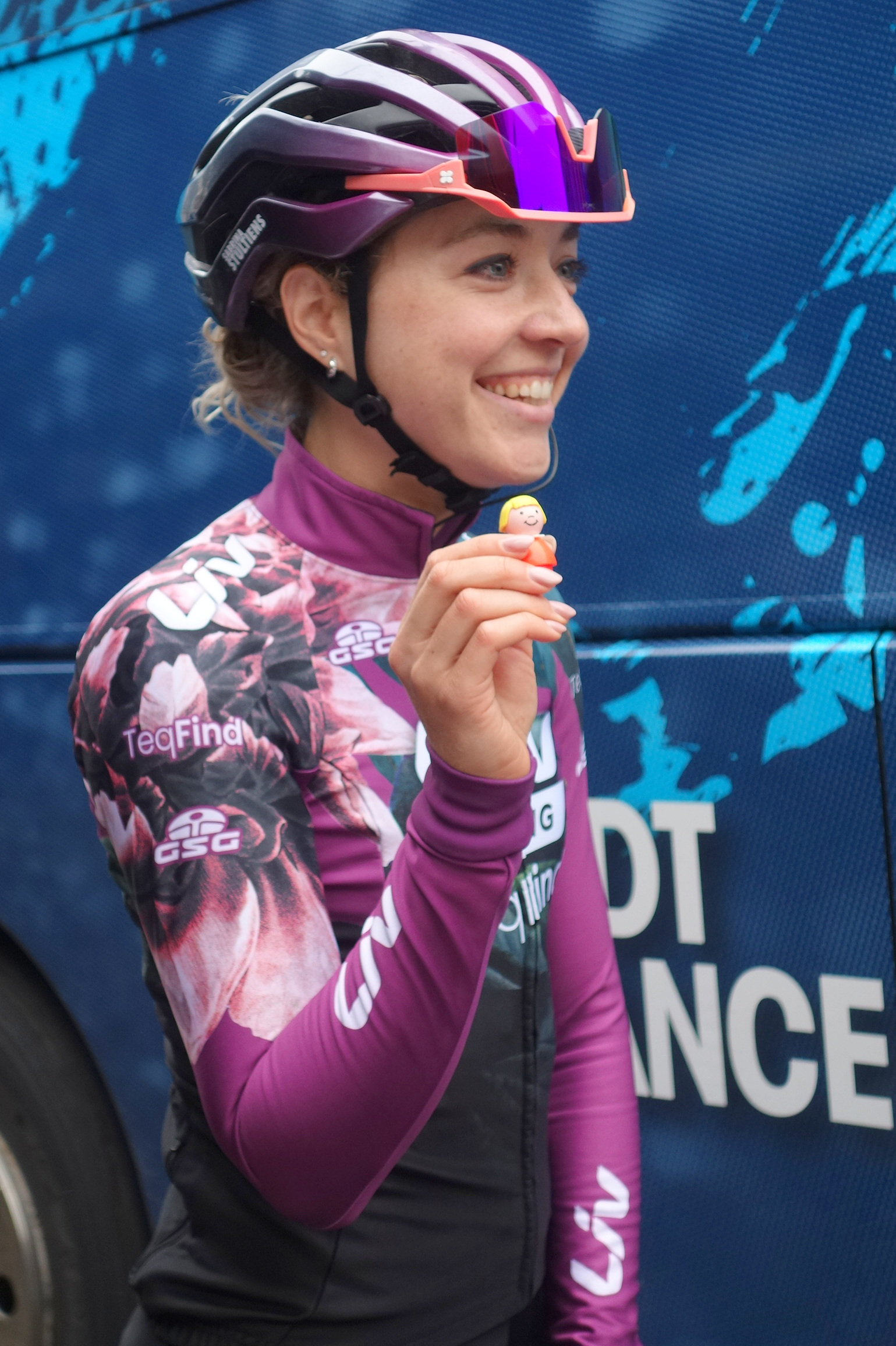
Sabrina Stultiens
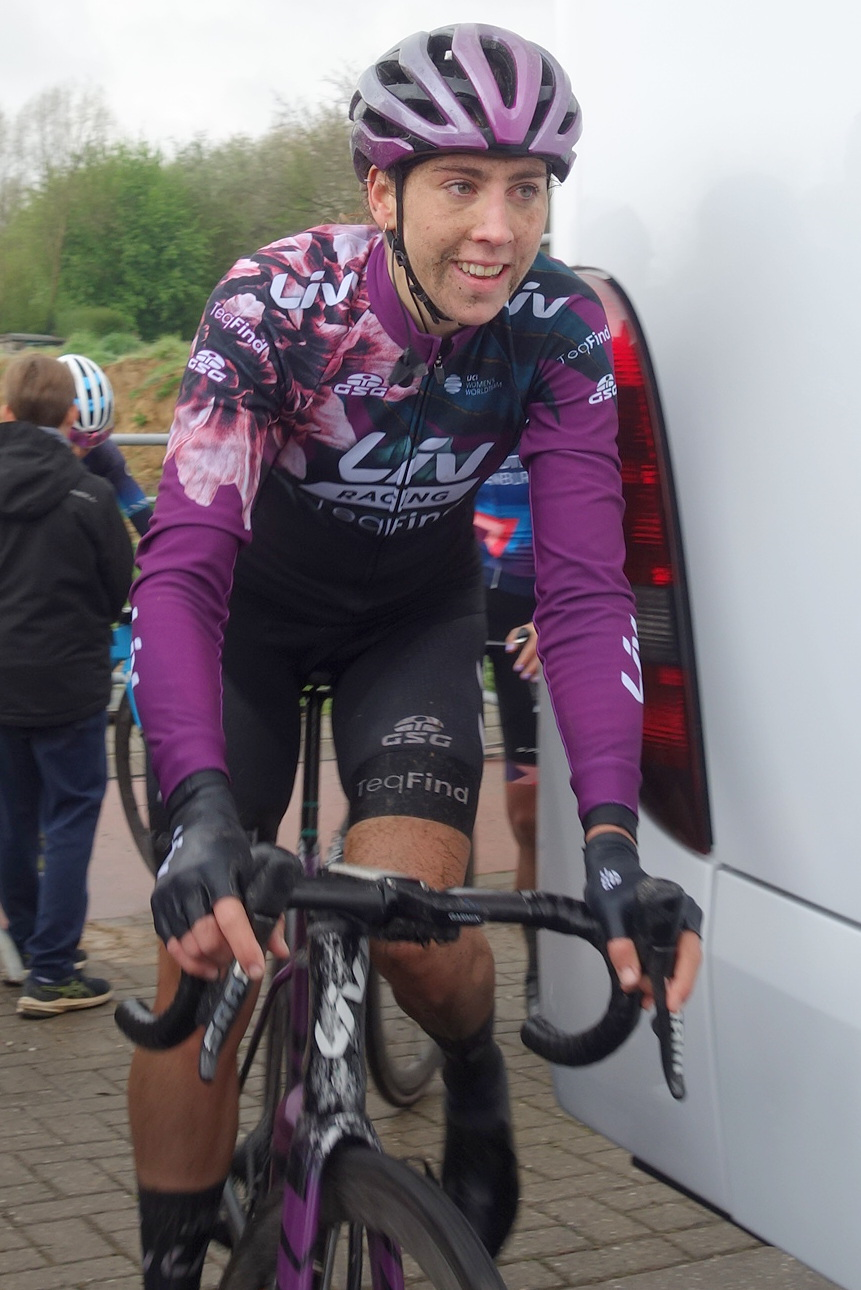
Quinty Ton

### Encadrement

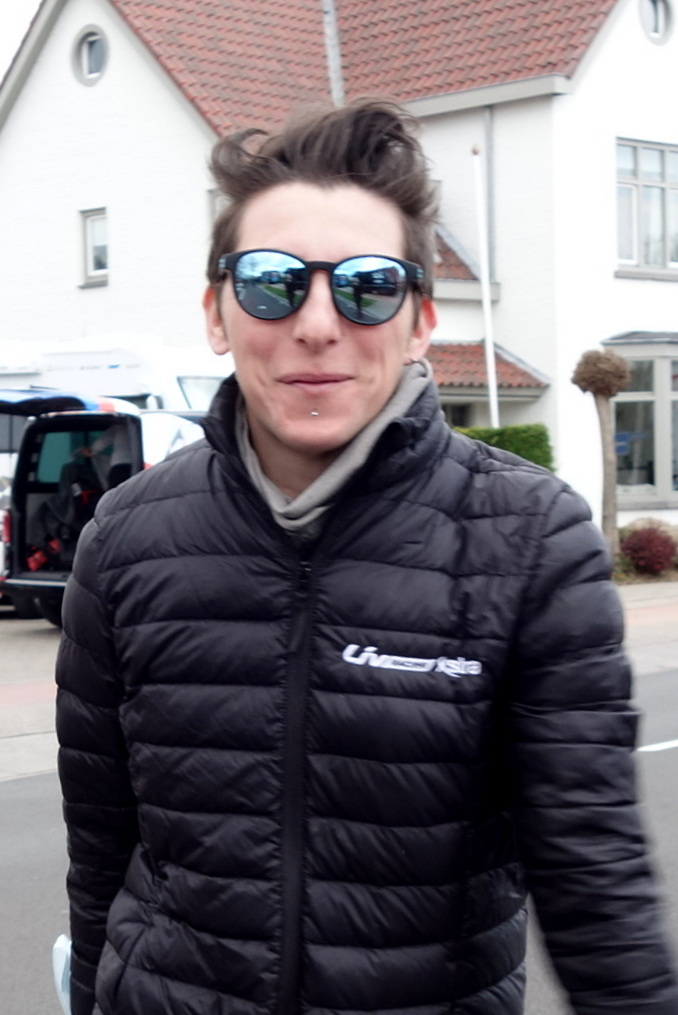
Giorgia Bronzini.

Le représentant de l'équipe à l'UCI est Eric van den Boom. Giorgia Bronzini est la directrice sportive.
Elle est assistée de Wim Stroetinga et Eric van den Boom.

## Victoires

### Sur route
| Victoires | Victoires                       | Victoires | Victoires | Victoires   | Victoires |
| Date      | Course                          | Pays      | Classe    | Vainqueur   |           |
| --------- | ------------------------------- | --------- | --------- | ----------- | --------- |
| 24 juin   | Championnat d'Espagne sur route | Espagne   | CN        | Mavi García |           |

### Résultats sur les courses majeures

#### World Tour
| UCI Women's World Tour | UCI Women's World Tour | UCI Women's World Tour | UCI Women's World Tour                   | UCI Women's World Tour | UCI Women's World Tour | UCI Women's World Tour |
| Date                   | n°                     | Pays                   | Course                                   | Meilleure coureuse     | Classement             |                        |
| ---------------------- | ---------------------- | ---------------------- | ---------------------------------------- | ---------------------- | ---------------------- | ---------------------- |
| 15 – 17 janv.          | 1                      | Australie              | Women's Tour Down Under                  | -                      | -                      |                        |
| 28 janv.               | 2                      | Australie              | Cadel Evans Great Ocean Road Race Women  | -                      | -                      |                        |
| 9 – 12 fév.            | 3                      | Émirats arabes unis    | Tour des Émirats arabes unis             | -                      | -                      |                        |
| 25 fév.                | 4                      | Belgique               | Circuit Het Nieuwsblad                   | Quinty Ton             | 7e                     |                        |
| 4 mars                 | 5                      | Italie                 | Strade Bianche                           | Mavi García            | 11e                    |                        |
| 11 mars                | 6                      | Pays-Bas               | Tour de Drenthe                          | Valerie Demey          | 19e                    |                        |
| 19 mars                | 7                      | Italie                 | Trofeo Alfredo Binda-Comune di Cittiglio | Mavi García            | 10e                    |                        |
| 23 mars                | 8                      | Belgique               | Classic Bruges-La Panne                  | Marta Jaskulska        | 13e                    |                        |
| 26 mars                | 9                      | Belgique               | Gand-Wevelgem                            | Quinty Ton             | 26e                    |                        |
| 2 avr.                 | 10                     | Belgique               | Tour des Flandres                        | Quinty Ton             | 31e                    |                        |
| 8 avr.                 | 11                     | France                 | Paris-Roubaix                            | Katia Ragusa           | 2e                     |                        |
| 16 avr.                | 12                     | Pays-Bas               | Amstel Gold Race                         | Mavi García            | 16e                    |                        |
| 19 avr.                | 13                     | Belgique               | Flèche wallonne                          | Mavi García            | 4e                     |                        |
| 23 avr.                | 14                     | Belgique               | Liège-Bastogne-Liège                     | Mavi García            | 20e                    |                        |
| 1 – 7 mai              | 15                     | Espagne                | Tour d'Espagne                           | Mavi García            | 9e                     |                        |
| 12 – 14 mai            | 16                     | Espagne                | Tour du Pays basque                      | -                      | -                      |                        |
| 18 – 21 mai            | 17                     | Espagne                | Tour de Burgos                           | Valerie Demey          | 29e                    |                        |
| 26 – 28 mai            | 18                     | Royaume-Uni            | RideLondon-Classique                     | Thalita de Jong        | 23e                    |                        |
| 17 – 20 juin           | 19                     | Suisse                 | Tour de Suisse                           | Caroline Andersson     | 27e                    |                        |
| 30 juin – 9 juill.     | 20                     | Italie                 | Tour d'Italie                            | Mavi García            | 7e                     |                        |
| 23 – 30 juill.         | 21                     | France                 | Tour de France Femmes                    | Mavi García            | 45e                    |                        |
| 23 – 27 août           | 22                     | Norvège                | Tour de Scandinavie                      | Caroline Andersson     | 18e                    |                        |
| 2 sept.                | 23                     | France                 | Grand Prix de Plouay                     | Mavi García            | 14e                    |                        |
| 5 – 10 sept.           | 24                     | Pays-Bas               | Simac Ladies Tour                        | Quinty Ton             | 13e                    |                        |
| 15 – 17 sept.          | 25                     | Suisse                 | Tour de Romandie                         | Mavi García            | 29e                    |                        |
| 12 – 14 oct.           | 26                     | Chine                  | Tour de l'île de Chongming               | Rachele Barbieri       | 16e                    |                        |
| 17 oct.                | 27                     | Chine                  | Tour du Guangxi                          | -                      | -                      |                        |

#### Grands tours
| Grand tour            | Tour d'Espagne   | Tour d'Italie    | Tour de France    |
| --------------------- | ---------------- | ---------------- | ----------------- |
| Coureuse (classement) | Mavi García (9e) | Mavi García (7e) | Mavi García (45e) |
| Accessits             | -                | -                | -                 |

## Classement mondial
| Classement UCI | Classement UCI     | Classement UCI | Classement UCI |
| Coureuse       | Coureuse           | Pays           | Points         |
| -------------- | ------------------ | -------------- | -------------- |
| 35e            | Mavi García        | Espagne        | 1009.9 pts     |
| 103e           | Katia Ragusa       | Italie         | 344.9 pts      |
| 133e           | Rachele Barbieri   | Italie         | 289.9 pts      |
| 171e           | Marta Jaskulska    | Pologne        | 220 pts        |
| 174e           | Quinty Ton         | Pays-Bas       | 214.9 pts      |
| 234e           | Tereza Neumanová   | Tchéquie       | 152.9 pts      |
| 358e           | Caroline Andersson | Suède          | 89.9 pts       |
| 498e           | Valerie Demey      | Belgique       | 53 pts         |
| 566e           | Thalita de Jong    | Pays-Bas       | 43 pts         |
| 611e           | Eva Buurman        | Pays-Bas       | 37 pts         |
| 613e           | Silke Smulders     | Pays-Bas       | 35.9 pts       |
| 781e           | Jeanne Korevaar    | Pays-Bas       | 22 pts         |
| 1041e          | Sabrina Stultiens  | Pays-Bas       | 8 pts          |